# Scambophyllum
Scambophyllum is een geslacht van rechtvleugeligen uit de familie sabelsprinkhanen (Tettigoniidae). De wetenschappelijke naam van dit geslacht is voor het eerst geldig gepubliceerd in 1878 door Brunner von Wattenwyl.

## Soorten
Het geslacht Scambophyllum omvat de volgende soorten:
- Scambophyllum albomarginatum Hebard, 1922
- Scambophyllum angustipenne Karny, 1926
- Scambophyllum basileus Karny, 1926
- Scambophyllum pendleburyi Karny, 1926
- Scambophyllum rarofasciatum Karny, 1926
- Scambophyllum sandakanae Hebard, 1922
- Scambophyllum sanguinolentum Westwood, 1848